# Frame by Frame: The Essential King Crimson
Frame by Frame: The Essential King Crimson je výběrový box set britské rockové skupiny King Crimson. Tato čtyřCD kompilace byla vydána v roce 1991 (viz 1991 v hudbě) a obsahuje chronologicky seřazené vybrané studiové nahrávky z existence kapely mezi lety 1969 a 1984. Na čtvrtém disku se nachází koncertní provedení několika skladeb z téhož období.

## Seznam skladeb

### Disk 1 (1969–1971)
1. „21st Century Schizoid Man“ (Fripp, McDonald, Lake, Giles, Sinfield) – 7:20
  - „Mirrors“

Z alba In the Court of the Crimson King. (1969)
2. „I Talk to the Wind“ (McDonald, Sinfield) – 6:05
Z alba In the Court of the Crimson King. (1969)
3. „Epitaph“ (Fripp, McDonald, Lake, Giles, Sinfield) – 8:44
  - „March for No Reason“
  - „Tomorrow and Tomorrow“

Z alba In the Court of the Crimson King. (1969)
4. „Moonchild“ (Fripp, McDonald, Lake, Giles, Sinfield) – 2:26
Zkrácená verze. Z alba In the Court of the Crimson King. (1969)
5. „The Court of the Crimson King“ (McDonald, Sinfield) – 9:25
  - „The Return of the Fire Witch“
  - „The Dance of the Puppets“

Z alba In the Court of the Crimson King. (1969)
6. „Peace – A Theme“ (Fripp) – 1:16
Z alba In the Wake of Poseidon. (1970)
7. „Cat Food“ (Fripp, Sinfield, McDonald) – 2:45
Zkrácená verze ze singlu „Cat Food“. (1970)
8. „Groon“ (Fripp) – 3:31
B strana singlu „Cat Food“. (1970)
9. „Cadence and Cascade“ (Fripp, Sinfield) – 4:10
V této verzi byl původní zpěv Gordona Haskella nahrazen nově nahraným vokálem Adriana Belewa.
Z alba In the Wake of Poseidon. (1970)
10. „Sailor's Tale“ (Fripp) – 7:27
Z alba Islands. (1971)
11. „Ladies of the Road“ (Fripp, Sinfield) – 5:31
Z alba Islands. (1971)
12. „Lizard (Part II: Bolero – The Peacock's Tale)“ (Fripp, Sinfield) – 6:45
V této verzi byla původní baskytara Gordona Haskella nahrazena nově nahranou baskytarou Tonyho Levina.
Výňatek ze skladby „Lizard“ z alba Lizard. (1970)

### Disk 2 (1972–1974)
1. „Larks' Tongues in Aspic (Part I)“ (Cross, Fripp, Wetton, Bruford, Muir) – 10:53
Zkrácená verze. Z alba Larks' Tongues in Aspic. (1973)
2. „Book of Saturday“ (Fripp, Wetton, Palmer-James) – 2:53
Z alba Larks' Tongues in Aspic. (1973)
3. „Easy Money“ (Fripp, Wetton, Palmer-James) – 7:55
Z alba Larks' Tongues in Aspic. (1973)
4. „Larks' Tongues in Aspic (Part II)“ (Fripp) – 7:09
Z alba Larks' Tongues in Aspic. (1973)
5. „The Night Watch“ (Fripp, Wetton, Palmer-James) – 4:40
Z alba Starless and Bible Black. (1974)
6. „The Great Deceiver“ (Wetton, Fripp, Palmer-James) – 4:03
Z alba Starless and Bible Black. (1974)
7. „Fracture“ (Fripp) – 6:57
Zkrácená verze. Z alba Starless and Bible Black. (1974)
8. „Starless“ (Bruford, Cross, Fripp, Palmer-James, Wetton) – 4:38
Zkrácená verze. Z alba Red. (1974)
9. „Red“ (Fripp) – 6:17
Z alba Red. (1974)
10. „Fallen Angel“ (Fripp, Palmer-James, Wetton) – 5:59
Z alba Red. (1974)
11. „One More Red Nightmare“ (Fripp, Wetton) – 7:09
Z alba Red. (1974)

### Disk 3 (1981–1984)
1. „Elephant Talk“ (Belew, Bruford, Fripp, Levin) – 4:42
Z alba Discipline. (1981)
2. „Frame by Frame“ (Belew, Bruford, Fripp, Levin) – 5:08
Z alba Discipline. (1981)
3. „Matte Kudasai“ (Belew, Bruford, Fripp, Levin) – 3:48
Z alba Discipline. (1981)
4. „Thela Hun Ginjeet“ (Belew, Bruford, Fripp, Levin) – 6:26
Z alba Discipline. (1981)
5. „Heartbeat“ (Belew, Bruford, Fripp, Levin) – 3:54
Z alba Beat. (1982)
6. „Waiting Man“ (Belew, Bruford, Fripp, Levin) – 4:22
Z alba Beat. (1982)
7. „Neurotica“ (Belew, Bruford, Fripp, Levin) – 4:48
Z alba Beat. (1982)
8. „Requiem“ (Belew, Bruford, Fripp, Levin) – 6:36
Z alba Beat. (1982)
9. „Three of a Perfect Pair“ (Belew, Bruford, Fripp, Levin) – 4:11
Z alba Three of a Perfect Pair. (1984)
10. „Sleepless“ (Belew, Bruford, Fripp, Levin) – 5:22
Z alba Three of a Perfect Pair. (1984)
11. „Discipline“ (Belew, Bruford, Fripp, Levin) – 5:05
Z alba Discipline. (1981)
12. „The Sheltering Sky“ (Belew, Bruford, Fripp, Levin) – 8:16
Z alba Discipline. (1981)
13. „The King Crimson Barber Shop“ (Levin) – 1:31
Předtím nevydaná skladba.

### Disk 4 (Live 1969–1984)
1. „Get Thy Bearings“ (Donovan) – 9:21
2. „Travel Weary Capricorn“ (Fripp, Giles, Lake, McDonald, Sinfield) – 4:23
3. „Mars: The Bringer of War“ (Holst) – 8:09
Tři skladby nahrané v Streat (Spojené království) 9. srpna 1969.
Později byly vydány na živém albu Epitaph. (1997)
4. „The Talking Drum“ (Bruford, Cross, Fripp, Muir, Wetton) – 8:30
5. „21st Century Schizoid Man“ (Fripp, Giles, Lake, McDonald, Sinfield) – 9:15
  - „Mirrors“

Dvě skladby nahrané v Amsterdamu (Nizozemsko) 23. listopadu 1973.
Později byly vydány na živém albu The Night Watch. (1997)
6. „Asbury Park“ (Bruford, Cross, Fripp, Wetton) – 6:52
Nahráno ve Asbury Parku (New Jersey) 28. června 1974.
Dříve vydáno na albu USA. (1975)
7. „Larks' Tongues in Aspic (Part III)“ (Belew, Bruford, Fripp, Levin) – 2:35
Zkrácená verze.
8. „Sartori in Tangier“ (Belew, Bruford, Fripp, Levin) – 4:08
Dvě skladby nahrané v Montréalu (Kanada) 11. července 1984.
Později byly vydány na živém albu Absent Lovers: Live in Montreal. (1998)
9. „Indiscipline“ (Belew, Bruford, Fripp, Levin) – 5:26
Nahráno ve Fréjus (Francie) 27. srpna 1982.
Později vydáno na živém albu Live at Cap D'Agde. (1999; King Crimson Collectors' Club)